# Ornithogalum sardienii
Ornithogalum sardienii är en sparrisväxtart som beskrevs av Van Jaarsv. Ornithogalum sardienii ingår i släktet stjärnlökar, och familjen sparrisväxter. Inga underarter finns listade i Catalogue of Life.